# Оленьово
Оле́ньово —(угор. Szarvasku) село в Україні, у Мукачівському районі Закарпатській області. Входить до складу Полянської сільської громади.

## Історія
Оленьово (за «Історією карпатських русинів» М.Лучкая) засновано у 1600 році. У 1690 році кенез Михайло Бенцович отримав підтвердження привілеїв, які йому ще у 1666 році дала Ракоці-Баторі Софія. Церква була філією Плосківської, священик мав півтелека землі.
Як бачимо, Лизанці у цій місцевості були піонерами. Ці записи спростовують легендарні розповіді жителів села про лікаря Лизанця, котрий з'явився у Оленьові під час холери і врятував мешканців від смерті. Загадкою залишається тільки те, чому у другій половині XVII ст. титул кенезя цього села отримала інша людина, коли Лизанці, імовірно, не покидали Оленьова протягом усієї історії. Дивним є і те, що Михайло Бенцович у один і той же період був одночасно  кенезем  відразу двох сіл — Оленьова і Потока. Незрозуміло також, чому прізвище Бенцович не зустрічається пізніше в жодному населеному пункті цієї місцевості.
Так само як Ільковець біля Плоского, поблизу Оленьова також існувало поселення. Тут  оселився один чоловік, який отримав кенезьку грамоту на створення села. Але оскільки тут більше ніхто не хотів селитись, згідно з переписом 1600 року, кенез також покинув цю місцевість.
На 1749 рік у Оленьові нараховується 5 домогосподарств, у яких селяни тримають 6 волів, 6 корів, 1 коня, 5 свиней, 29 овець, 6 кіз та 2 вулики. Причини зниження кількості населення та худоби в Оленьові були ті ж, що у Плоскому.
Старостою села у цей час був Федір Лизанець, а його помічниками Яків Булак та Павло Лата. Крім Лизанців (у переписі 1921 році в Оленьові зафіксовані 29 сімей — представників цього прізвища) потомки двох інших у переписах не зустрічаються.
Легенди про велике колись Оленьово також не підтверджуються, проте якщо спиратись на записи Легоцького про Оленьово 1649 року, то бачимо, що воно було більше, ніж уже згадувані нами села. Вагомим аргументом на користь цього є і те, що на 1870 рік у цьому  селі проживало 256 жителів, у той час як у Плоскому — 248, а у Павлові — 111. Скоріш за все, котрісь із цих відомостей і пояснюють появу історій, які, як наслідок часової гіперболізації, робили Оленьово поселенням з тисячами мешканців.
З 40-их років ХІХ ст. в селі працював потужний завод з розливу мінеральної води, яка так і називалась «OLENYAI». Хімічний склад цієї води досліджував відомий викладач хімії із Відня В. Клетсинський. Ось як написав про оленівське джерело Тиводар Легоцький: «На захід від Плоского, у дикій долині, у русинському поселенні, знаходиться оленівське джерело. Розміщено воно на східній околиці села Оленьово і належить графу Шенборну… вода відповідає внутрішнім та зовнішнім умовам природних та штучних мінерально-солених вод. Дякуючи своїй оригінальності, вона користується попитом. Змішана з вином, швидко втамовує жагу, приносить задоволення і є бажаним товаром для продажу».
З 1844 року Оленьово, як і інші села, отримало власну печатку. На ній було зображено оленя, який ступає в правий бік. Ще у 1891 році Оленьово, внаслідок мадяризації, міняє назву на (угр.Szarvaskut — оленячий колодязь).
У 20-30 роках XX ст. за вчителя Луки Вар'яна у селі вирувало бурхливе культурне життя: існувала школа для дорослих з російською мовою викладання, працював аматорський театр.
Єврейська община Оленьова була більшою за плосківську, мала свою синагогу. Євреї контролювали заготівлю лісу. Найбагатшим мешканцем Оленьова був Чмуль, котрий тримав корчму. На Великдень 1944 року всіх їх зібрали біля синагоги, а потім переправили до Мукачева. Ось що згадує Марія Савко: «Ми були коло бужні, коли забирали жидув. Єдна дівочка утікала, а жони говорять: „Лиши, Лайо, дітину“. А она їм: „Де буду я пропадати, там і дітина буде“. А друга жидувка каже: „Не радуйтеся нашуй біді, бо нами причинять, а вами замісять“. Їх забрали, а у Чмульовуй хижі зробили склад. Туда і знесли всьо жидувськоє…».
16 квітня 1950 року у Оленьові був утворений к-п ім. Матросова, який у вересні того ж року об'єднали з Плосківською артіллю ім. 70-річчя Й. В. Сталіна.
У 1995 р. назву села Оленеве було змінено на Оленьово.

## Релігія
храм Преображення Господнього. 1923.
Ще в 1682 р. в селі був священик Іван Наливайко, а церкву згадують у 1690 р.
З 1704 р. відомості про священиків та церкви відсутні. У селі розповідають, що остання дерев'яна церква стояла на горі «Лиса» і те місце називають «Гробищі». За однією версією, церква згоріла, а за іншою — була розібрана в 1860-х або 1870-х роках і залишки деревини пішли на господарські потреби селян. Місце, де стоїть теперішня невеличка мурована церква, подарували Федір Козар та Олекса Хрищакулин. Спочатку збудували кам'яну дзвіницю-каплицю. Важко вирішити, коли це було, але кам'яний хрест біля церкви має напис: «Сей хрест поставил Лизаниц Митер 1897», що служить певним часовим орієнтиром. Дзвін було відлито в 1865 p., але він міг походити ще з дерев'яної церкви. 1923 р. (хоча згадують і 1921, і 1924 роки) шваби з Паланку прибудували до дзвіниці кам'яну наву, зробили двосхилий ґонтовий дах і постала базилічна церква. Твердять, що форма дзвіниці, яка стала вежею церкви, не змінилася. Аж у 1991 р. Михайло Козар, Юрій Васильович Лизанець, Юрій Федорович Лизанець, Юрій Свистак та інші сільські майстри прибудували вівтарну частину з внутрішнім радіусом 3,2 м. Іконостас вирізьбив місцевий житель Іван Лизанець у 1986—1987 роках.                                 

## Географія
Селом тече струмок Ростока.

## Населення
Згідно з переписом УРСР 1989 року чисельність наявного населення села становила 450 осіб, з яких 220 чоловіків та 230 жінок.
За переписом населення України 2001 року в селі мешкало 440 осіб.

### Мова
Розподіл населення за рідною мовою за даними перепису 2001 року:
| Мова       | Відсоток |
| ---------- | -------- |
| українська | 99,32 %  |
| російська  | 0,23 %   |
| угорська   | 0,23 %   |
| інші       | 0,22 %   |

## Туристичні місця
- Неподалік населеного пункту на зацікавленого туриста очікує дещо і дійсно таки вражаюче. Флішеві відкладення біля Оленева, що нагадують розірвані складки, містять білий кальцит. Саме у ньому дуже часто можна зустріти і чи не справжні кристали прозорого кварцу, або як його ще називають «марамароський діамант»
- На західній окраїні села розташоване ртутне родовище «Кам'яний кар'єр». Родовище багате на мінерали — кертесит і карпатит, виявлений уперше на Закарпатті.       
- Поблизу поселення є багато мінеральних джерел. 
- З 40-их років ХІХ ст. в селі працював потужний завод з розливу мінеральної води, яка так і називалась «OLENYAI»